# 女神のカフェテラス
『女神のカフェテラス』（めがみのカフェテラス）は、瀬尾公治による日本の漫画作品。『週刊少年マガジン』（講談社）にて、2021年12号から連載中。

## 概要
瀬尾にとって通算6作目となる『週刊少年マガジン』連載作品であり、前々作の『風夏』同様、前作『ヒットマン』の最終回と同時に第1話が掲載された。
舞台のモデルは、神奈川県にある三浦海岸であり、主人公が祖母の遺産である喫茶店を舞台に、5人の女の子との共同生活を描くラブコメディとなっている一方で、半世紀以上に渡る粕壁家やヒロイン5人の祖母と不破家との因縁が描かれるなどシリアスな面も強調されている。
過去の瀬尾作品と比較して下ネタを中心としたギャグ描写や様々な漫画、アニメ、ゲームなどのパロディ描写が多いのも特徴で、ヒロインの一人である鶴河秋水は作中で『ストリートファイターシリーズ』や『ドラゴンボール』などのパロディ描写がなされることが多く、その中でもストリートファイターシリーズに関しては実際にコラボレーションをしたり、テレビアニメ版でもカプコンが協力するなど積極的に関わっている（女神のカフェテラス#コラボレーションを参照）。
2025年3月時点で累計部数は220万部を突破している。

## あらすじ
東京大学に合格した男子学生・粕壁隼は、喧嘩別れした祖母の訃報を聞き、3年ぶりに帰郷する。
祖母が経営していた喫茶店「Familia」に足を踏み入れると、そこには強気な性格をしている服飾系の専門学校生 幕澤桜花、空手の使い手でギャグ好きの高校生 鶴河秋水、元子役タレントの女子大生 月島流星、料理人を目指している女子大生 小野白菊、バンド活動をしているフリーター 鳳凰寺紅葉という5人の美少女たちがいた。彼女たちは「Familia」に住み込みで働いている従業員であり、先代マスターである亡き祖母を慕って働いていた。
隼は「Familia」を畳んで月極駐車場にしようとするが、祖母の想いや桜花たちとの絆を知り、1年間で結果が出なければ駐車場にするという条件で「Familia」を再建することを決める。

## 登場人物
声の項は特記がない限り、テレビアニメ版における声優。登場人物の名称は瀬尾の作風の一つである艦隊名、戦闘機に加え花札の光札に由来する。

### 主人公
粕壁 隼（かすかべ はやと）
声 - 水中雅章、田中あいみ（幼少期） / 服部想之介（ボイスコミック版）
本作の主人公。「Familia」と「千代田食堂」のオーナー。誕生日 - 2001年7月30日、身長 - 178cm、体重 - 61kg、血液型 - O型。
東京大学に現役合格した男子学生であり、2代目マスター。外側に跳ねた天然パーマが特徴。理知的でプライドが高く、嫌味っぽい口調を用いる。腕っぷしは非力。大の嫌煙家。祖父の大洋に非常によく似た顔つき。
幼い頃、不慮の交通事故により両親を亡くし、祖母・幸子に引き取られた孤児。中学校を卒業する前、幸子と喧嘩別れをして上京。それから3年後、祖母の訃報により一時帰郷し、「Familia」を畳んで月極駐車場にしようとする。しかし、祖母の想いや桜花たちとの絆を知ると、考えを改めて1年間の休学を決行。「Familia」の再出発を図り、メンバーたちとの共同生活を始める。
学生時代から趣味で株取引を行っており、店の経営及び千代田食堂の買い取りなどに活かしてる。ただし肝心な時に大損したりと、運が悪いこともある。
洞察力は非常に高く、「Familia」のメンバー達の悩みを見抜いて適切な対応を取れる他、家族でさえ見分けがつかない桜花と橘花を一目で見分けている。恋愛についても全く鈍くなくヒロイン達の恋愛感情には感づく事ができるが、「Familia」の経営が最優先であるため回答を後回しにしている。また運悪く恋愛感情が遊びかのように受け取れる言動を聞いてしまい、一時的に恋愛感情に対して不信気味になってしまっている。
37話で銭湯に行った際に、魚屋から巨根の持ち主である事を女湯にまで聞こえる様に暴露されてからヒロイン5人にも伝わってしまい、その中でも隼に好意を寄せている白菊、流星、紅葉の3人に強く興味を持たれてしまう。その大きさから作中では「ちんすこう」、「デカチン大名」、「恵方巻」、「蛇口」、「エリンギ」と呼ばれ、下ネタ好きな舞乙からも「なかなかの逸材」と評されている。

### 喫茶店「Familia」従業員
本作のヒロインたち。いずれも住み込みで働いている従業員。第1巻の発売記念で制作されたテレビCMおよびPVでは鬼頭明里、YouTubeで配信されているボイスコミックでは辻美優が全キャラクターを担当。
幕澤 桜花（まくざわ おうか）
声 - 青木瑠璃子
専門学校生。誕生日 - 2001年3月7日、身長 - 156cm、血液型 - B型、3サイズ - B81/W58/H83。
赤髪のお嬢様結びが特徴。ヒステリックで負けん気が強く、反骨精神が旺盛。料理全般が苦手ながら先代直伝のピラフだけは作れる（隼曰く「味は普通」）。それ以外は全く駄目で、コーヒーすらうまく入れられない。服飾系の専門学校に通っており、「Familia」のメイド服を製作した。
主に秋水のボケにツッコミを入れる役割で、時には秋水の悪戯に振り回されることがある。また、舞乙とはファッション関連で意気投合するが、大の下ネタ嫌いである桜花とは正反対な性格の持ち主である舞乙からセクハラされることも多い。
身内が全員東大に進学した経験がある名門の家系。しかし桜花自身は東大に行くことに興味は無く、ファッションの道に進みたいと考えている。
ファッションの道に進むことを両親から反対され、この時は妹が東大へ進学することで許されたものの、桜花は「妹に嫌なことを押し付けた」と勝手に思い込んだことで姉妹の仲に亀裂が生じてしまう。その後も仲は改善しないまま桜花が逃げるように「Familia」の住み込みを始め、家を出て行ってしまう。
桜花を追って「Familia」に来た橘花に対しては、橘花が他のメンバーに悪口を言ったためビンタをして更に仲がこじれるものの、その後隼のアドバイスに後押しされ、橘花と仲直りする事が出来た。
第89話で専門学校側からフランスの有名ファッションブランドでの仕事を紹介されたことで渡仏。同時に「Familia」を退職し、物語からフェードアウトする。しかし実力不足を理由に解雇され1カ月後に帰国、同時に専門学校を卒業と同時に「Familia」に復職した。
好きな漫画は『ランウェイで笑って』。
テレビアニメ版では、テレビの字幕放送で準主人公に相当する人物に充てられる「水色」で表示される。
第5回ヒロイン人気投票で第1位を獲得した。
鶴河 秋水（つるが あみ）
声 - 鈴代紗弓
高校生。誕生日 - 2003年1月20日、身長 - 167cm、血液型 - O型、3サイズ - B88/W59/H92。
メンバー内における最年少者。空手部所属。黒髪のポニーテールが特徴。マイペースで空気の読めないいわゆるアホの子。あだ名を付ける癖があり、隼のことを「はやっち」と呼ぶ。
腕っぷしが強く、蹴り技が得意。初期の頃は自分で洗濯物を洗濯しない主義などと口にしており隼から呆れられていたが、次第にコメディリリーフとしての活躍が目立ち、様々な漫画やアニメ作品のパロディ描写が目立つ。よくダンベルを使ってトレーニングをするが、大抵手を滑らせてダンベルを落とし、物を壊す（それも隼のパソコンなど、高価かつ重要なものであることが多い）。
隼と同じく幼い頃に両親を事故で失い祖母の手で育てられている。
かなりの悪戯好きで、幼少期は恵里に悪戯をしては土に埋められるなどの制裁を下されていたが、女子高生になっても悪戯癖は変わらず隼にいたずらをして怒られる度に「おっぱい揉んどく？」と自身の胸を揉ませるサービスをしようとして許してもらおうとしていた。しかし当初は胸を揉む行為を拒否していた隼も、自身のノートパソコンを秋水の悪ふざけで破壊された際には流石に激怒し、隼に対しいつもの調子で許しを請うが、怒りで我を忘れた隼に強引に胸を揉まれてしまい放心状態になっていた。また、桜花に対しても座布団の下にブーブークッションを置いたり、海で遊んでいる時も桜花の後ろで大きなオナラをしているかの様に水しぶきを立てるなどの悪戯をする度にお仕置きされている。
漫画やアニメ、特撮、ゲームが好きで、その中でもストリートファイターシリーズを好んでおり、作中では不破の孫たちに絡まれた際に『昇竜拳』、ツッコミなどのギャグ描写で『竜巻旋風脚』、『スーパー頭突き』を披露したり、『波動拳』の練習をしたり、流星の父親の和行に『スクリューパイルドライバー』を喰らわせる、空手のインターハイで波動拳を出そうとして失敗した隙に零からかかと落としを喰らって負けるといったことがある。なお、隼と『スーパーストリートファイターII』で対戦した時にはブランカを使い49連勝している。
テレビアニメ版では、テレビの字幕放送で準々主人公に相当する人物に充てられる「緑色」で表示される。
月島 流星（つきしま りほ）
声 - 山根綺
大学生。誕生日 - 1999年8月7日、身長 - 152cm、血液型 - A型、3サイズ - B78/W56/H79。
白菊と並んで最年長者。茶髪の二つ結びが特徴。打算的かつ腹黒い性格をしているが、作中の5人の中で一番の常識人で店の経営も店長である隼以上に考えている。ワインを初めとした酒類が好き。
隼と出会って間もない頃は懐柔させるためハニートラップを仕掛けるが、すべて不発に終わる。
幼少期から子役として活躍し天才子役の名を轟かせていたが、次第に人気が低迷し現在に至っている。その後は役者として復帰はするが端役が中心で祖母の由美子、母親の流凛や隼からは「芝居が大袈裟」、「昭和の演技」などと指摘される事がある。
流星を子役として大成させたい母親と流星の体調を心配する父親は衝突が絶えず、人気低迷後は離婚に至り、父親は家を去っていった。このことがトラウマとなって「誰かに必要とされること」に対して躍起になっており、店の経営に積極的に係わるのもこの過去が原因。躍起になり過ぎてオーバーワークで体調を崩すこともしばしば。また人気低迷後蔑まれるのを避けるため、芸能の世界を離れて素性を隠し、「Familia」のバイトを行っていた。
海の家にて当時を知るテレビ取材のスタッフによって過去が暴露され一時落ち込むが、その後に隼の優しさに触れて復帰。また隼に好意を寄せるようになり、白菊、紅葉とは恋のライバル関係となる。その後、紅葉が遠回しに告白したのに対し、自分は直接的な言葉で告白、しかし隼は紅葉と同様経営を優先として返事を保留にされてしまった。
ちなみに子役の経歴について桜花は知らなかったが、白菊と紅葉は初対面時から既に把握しており、その上で「今は家族」と、全く気にしないと宣言している。
小野 白菊（おの しらぎく）
声 - 和氣あず未
大学生。誕生日 - 1999年11月11日、身長 - 163cm、血液型 - A型、3サイズ - B89/W59/H90。
メンバー内における最年長者。姫カットのおかっぱ頭が特徴。普段は控えめで大人しい性格。アルコール類に極端に弱く、飲酒はおろかアルコールの入ったウェットティッシュの匂いを嗅いだり、料理の過程で気化した料理酒を吸い込んだだけで酔ってしまう。酔うと匂いフェチの淫乱に変貌し見境なく隼に抱き着いたりパンツを脱がそうとする。酔った時は「にゃーん」と叫んでいる。本人は酔った時の記憶は必ず飛んでおり、周囲も隠している為自分に何が起きているのか全く把握していない。しかし、後に隼の判断によって、秋水が携帯で撮影した白菊の酔った状態の写真や動画を見せられたことで実態を知った。得意料理は日本食。
幼少期に隼と既に出会っており、重久の嫌がらせを撃退したことで好きになった。その後幸子に料理を習い、いつか隼が「Familia」に帰ってきた際に全面的に支援することを約束した。
週刊少年マガジン2021年17号で以前本誌で実施した第1回ヒロイン人気投票の結果が発表され1位を獲得している。
鳳凰寺 紅葉（ほうおうじ あかね）
声 - 瀬戸麻沙美
フリーター。誕生日 - 2000年12月1日、身長 - 160cm、血液型 - AB型、3サイズ - B79/W57/H80。
名家の出身。左目が隠れる金髪のショートカットが特徴。掴みどころのない飄々とした性格。クールな言動が目立つものの、同時に怪談噺やお化けが苦手など臆病な面もある。好きな食べ物はシガレットチョコ。
普段はガールズバンドで音楽活動を行い、ヴォーカル兼ギタリストを務めている。
元々飽き性で物事を長く続けられず、また主体性が欠けており困難に遭遇するとすぐ他人に頼ろうとする悪癖がある。「Familia」でのバイトは幸子の支援もあって初めて長期間続けられているが、それを知らない母親からは一年間の猶予ののちに鳳凰寺家が経営する貿易会社への就職と母親が決めた相手と結婚することを強制されていた。猶予の期限が迫ったときに母親、隼との3人で会議を開く。このとき母親に意見を言えず隼を頼ろうとしたところで、隼から他人に頼る悪癖を叱られたことでそれを自覚。バイト生活で培ったコーヒーと隼の口添えによりバイトを続けることを認められ、またこの件を通して隼に好意を寄せるようになる。その後、遠回しな言い方で告白。隼が経営を優先して返答を保留するとの発言を確認した後、告白ではないと嘘をついて誤魔化した。
週刊少年マガジン2021年34号で第2回ヒロイン人気投票の結果が発表され、前回1位だった小野白菊を抑えて1位を獲得し、第3回、第4回とも1位を獲得、2023年の本作の全キャラクター部門、2024年9月にマガジンポケット内で行われたヒロイン人気投票でも1位を獲得している。

### 粕壁家
粕壁 幸子（かすかべ さちこ）
声 - 伊倉一恵、鬼頭明里（青年期）
本作のキーパーソン。隼の祖母にして、初代マスター。故人。1945年石川県生まれ。旧姓は松島。
息子夫婦が亡くなった後、孫である隼を引き取ったが、3年前に喧嘩別れをしてしまう。独りで「Familia」を切り盛りしていたが、商才は無かったらしく経営難が続いていた（隼曰く「ほとんど赤字」）。
隼の上京後、桜花たちを住み込みで雇い、楽しい日々を過ごしていた。そんな中、「笑い疲れたから横になる」と言い、コタツで横になったまま永眠する。葬儀は桜花たちで執り行われ、隼には役所の報告があるまで長らく知らされていなかった。桜花たちは全く家事をしないため家事を全て一人で行っており、初対面時の隼にはそれが永眠の遠因ではないかと疑われていた。
1961年、16歳の頃に集団就職により「喫茶ファミリア」の従業員として雇われ、後にヒロイン5人の祖母になる面々と共に住み込みをしながら働いていた。18歳の頃に大洋からプロポーズされた後に和子の紹介により横浜でスペイン料理店で働くこととなりプロの料理人を目指すため様々な有名店で修業を積む。1988年の43歳の頃に息子の高校卒業と共に渡西。15年間総料理長を務めたスペインのレストランで三ツ星シェフとして名を馳せ、白菊の父・賢雄も幸子の下で修業し三ツ星シェフとして活躍するなど弟子の育成も行っていた。
2005年にはスペインで新たな店をオープンする予定だったが、息子夫婦が交通事故で他界したことで、幼い隼を引き取るために帰国したことが明らかになっている。また、隼の面倒を見るためにシェフとして活動することを諦め、自宅兼喫茶店「Familia」をオープンさせていたが、赤字経営であったことと、不破や弟子の賢雄からも借金をしてまで経営していた。これらは全て、自身がシェフとして店を持つことで幼い隼を独りぼっちにさせないための幸子なりの配慮であったことも後々に明らかになった。
粕壁 大洋（かすかべ まさひろ）
声 - 水中雅章
後の幸子の夫にして隼の祖父。故人であり、前身「喫茶ファミリア」の店長。
戦時中に両親と兄夫婦を横浜大空襲で亡くしており、たまたま風邪で寝込んでいた大洋だけが無事だった。その後は親戚にたらい回しにされたのを経て、幼馴染の五十嵐和子の家族によって面倒を見てもらう生活を送っていた。成人になってから上京して喫茶ファミリアを開店させる。
従業員のことは「二等兵」と呼ぶ、寮生活では金曜日には必ずライスカレーを食べるという軍隊を模した独自の慣例がある。春恵によると手料理は不味かったとのことで、幸子がファミリアに来るまではまともに料理を出来る者がいなかったことから勝代からは不評であった。
大晦日には年越し蕎麦よりうどんを好む点は孫の隼にも受け継がれており、バレンタインにおいてもチョコレートより羊羹を好み、自動車に関しても外国車より日本車を好むなど欧米文化を嫌っている節がある。
不破とは幸子が強姦されそうになった際に救い出したことから強い恨みを買ってしまい、大洋亡き後も半世紀以上に渡り粕壁家に陰湿な嫌がらせをされる原因にもなってしまう。その夜には「喫茶ファミリア」が放火され全焼してしまう。この時に勝代が火事の中、店の制服を探しに行っていたため、大洋が救出に向かい救助に成功するも、代償として右腕を失った。
火事により「喫茶ファミリア」は閉店を余儀なくされ、それぞれが解散した後に行く当てのない幸子と共に実家に帰郷、内職をしながら生活を送っていたが、幸子のサポートもありリヤカーを利用した移動式ファミリア2号店をオープンさせた後に、幸子にプロポーズをして結婚。その後に子宝に恵まれるも幸子との結婚から6年後に癌により死去。
粕壁 ケン（仮称）
大洋と幸子の息子にして隼の父。大洋からはケン坊と呼ばれていた。隼が幼い頃に妻と共に交通事故で亡くなっている。
隼の娘（仮称）
声 - 稗田寧々
原作第27話及びアニメ版第1期の最終回で10数年後の話に登場する隼の娘。容姿は若かりし頃の曾祖母・幸子と瓜二つであり、母親は5人のヒロインのうちの誰かと明かされている。
頭の良さは受け継がれておらず、隼が勉強を手伝った上でギリギリ赤点を回避している。
幸子（さちこ）
声 - 田中あいみ
第44話より登場した猫。祖母の名前から拝借されているがオス猫。
単行本のおまけ漫画では度々ゲロを吐いている。

### 親族

#### 幕澤家
幕澤 橘花（まくざわ きっか）
声 - 上坂すみれ
桜花の一卵性双生児の妹。誕生日 - 2001年3月7日。
顔立ちは瓜二つだが、眼鏡を着用している。隼と同じく東京大学文科一類に通っている。眼鏡を外すと両親でさえ間違えるほど違いが分からない。
桜花がファッションの道へ進む相談をした際、自分は東大に進学する事を宣言。これが桜花に誤解を与えたが、元々自分の為に進学をするつもりであり桜花の身代わりとは欠片も思っていない。しかしそれを伝えられないまま桜花が家を出て「Familia」の住み込みを始めてしまう。
その後桜花を追いかけて「Familia」を訪れるが、桜花への心配からメンバーの悪口を言ってしまい桜花にビンタされ更に仲がこじれてしまうものの、その後隼のアドバイスを受けた桜花と会話しようやく桜花の身代わりとは思っていないことを伝え、仲直りする事が出来た。
隼には当初、桜花の身の心配から辛辣な対応をしていたが、桜花との仲直り後は、自分と桜花を初対面でいきなり見分けたことに好印象を持っている。
幕澤 春恵（まくざわ はるえ）
声 - 平野文
桜花の祖母であり、ファミリアの元従業員。旧姓は八重山。
桜花同様、ファミリア時代は制服のデザインを担当していたが、料理下手で大洋や勝代からも酷評されていた。
桜花と橘花の両親
声 - 若林佑（父）、恒松あゆみ（母）

#### 鶴河家
鶴河 勝代（つるが かつよ）
声 - 佐藤智恵
秋水の祖母であり、ファミリアの元従業員。旧姓は龍田。
秋水の両親が事故で亡くなってからファミリーホームで秋水や恵里たちを育てていたが、以前から難病を患っており、家族を含めた記憶を失っている。その現実を受け入れられない秋水が家出をする原因となっていた。その後、秋水たちと改めて再会し、大洋に瓜二つの隼から「龍田二等兵！」と呼ばれたことで記憶を取り戻した。
ファミリアの従業員だった頃は皿やカップを何度も割ってしまうなどのトラブルを起こしがちで何度もクビにされかけたが、大洋のことを隊長と呼ぶなど関係は良好であった。
安田 恵里（やすだ えり）
声 - 青山玲菜
勝代に養育された里子の一人で、秋水からは恵里姉ちゃんと呼ばれる。28歳。
普段はお淑やかで交際相手もいるが、実は秋水と同じく空手の有段者かつ元ヤンキーで秋水が恐れるほど怒ると非常に怖く、不破の孫からナンパされた時に顔の形が変形するほど殴り続けていた。
こうした理由から隼からは「（交際を続けるのは）無理だろ」と冷ややかな目で見られている。

#### 月島家
姉川 由美子（あねかわ ゆみこ）
流星の祖母であり、ファミリアの元従業員。
昭和を代表する大女優。80歳
ファミリアの従業員時代は幸子から「小っちゃくてお人形さんみたい」と評されていた。
幸子が亡くなる3年ほど前に再会しており、隼を育てるために不破から借金をしている事を知らされていたため、隼と出会った時に「不破に喧嘩を売った大馬鹿者」と警告している。
月島 流凛（つきしま るり）
声 - 櫻庭有紗
流星の母。義母や娘と同じく元役者。
かつて女優として活躍していたが由美子を超えることが出来ず、役者としても芽が出ず成功出来なかったことから、流星に自分の夢を託すが、流星の体調よりも「自分の代わりとして成功させる」という自分の都合を優先し、必要以上に働かせていた事で和行と対立し離婚。
しかし、流星の人気に陰りが出てくると酒浸りの日々を送り、流星のことまで冷たくあしらいはじめ、流星からも見放されてしまう。
その後、和行が流星に末期癌で余命3か月である事が告げたことで再会し、話し合いの末に和解し手術を決意。その後手術は無事成功し、和行とも再婚することを決意する。
月島 和行（つきしま かずゆき）
声 - 金光宣明
由美子の息子にして流星の父。
流凛が子役時代の流星を必要以上に働かさせるので、無理をさせない様に休みを取る様に何度も進言し、流凛に内緒でテレビ局にも同じ進言をするも、この事が原因で流凛と対立し流凛から一方的に離婚を突き付けられる。
離婚後の流凛が雇った優秀な弁護士の手によって、流星が20歳になるまでの養育費とそれまでに一切会ってはならないという条件を飲ませられたことが原因で会うことが出来ず、そのため流星は父親に捨てられたものだと思い続けていた。
流星が「Familia」で働いているという情報を報道番組で知り店に訪れたが、帽子にサングラスと怪しい格好で6時間以上店に座り続けていたことから秋水に不審者だと勘違いされスクリューパイルドライバーを喰らわされている。

#### 小野家
小野 賢雄（おの けんゆう）
声 - 樫井笙人
白菊の父であり、幸子の弟子。
ミシュランガイドで三ツ星を獲得しているスペイン料理店のオーナーシェフ。
小野 明美（おの あけみ）
白菊の祖母であり賢雄の母、ファミリアの元従業員。旧姓は宮古。
孫同様、アルコールに弱くて抱きつく癖がある。

#### 鳳凰寺家
鳳凰寺 洋子（ほうおうじ ようこ）
声 - 勝生真沙子
紅葉の祖母であり、鳳凰寺家当主。ファミリアの元従業員。旧姓は千早。
自宅に呼び寄せるために部下を利用して隼と孫の紅葉を拉致したり、時には刀を突き付けるなどエキセントリックな行動が目立つ。
若かりし頃に大洋に思いを寄せており、バレンタインデー当日にチョコレートをプレゼントしようとしたが、大洋がどらやの羊羹を好んでいたことからチョコレートをゴミ箱に捨ててしまい、時を経て孫の隼に羊羹を贈る様に紅葉にアドバイスをしたが丁重に断られている。
紅葉の母（仮称）
声 - 本田貴子
本名は不明。紅葉の母であり貿易会社を経営している。
物事を長く続けられない飽き性の紅葉の事を心配しており、紅葉のために、あえて強引に貿易会社への就職と結婚をさせようとしたが、隼、紅葉との会議を通してバイトを続けることを認めた。
会議を通して隼の事は紅葉の結婚相手として相応しいと認めているようで、紅葉に「鳳凰寺家の娘として欲しいと思ったものは必ず手に入れるように」とアドバイスした。

### 千代田食堂
不破が「Familia」を潰すために立ち上げたファミリーレストラン。当初は「Family」という店名だったが、後先を考えない経営方針ですぐに閉店。その後、隼から借金をする形で買収し、リニューアルオープンした食堂。後に隼が土地ごと地主から購入したことにより隼が正式にオーナーとなった。
メンバー全員が巨乳であり、ヒロイン勢とよく似た風貌をしている。
千代田 莉々歌（ちよだ りりか）
声 - 竹達彩奈
元子役のアイドル系YouTuber。2001年度生まれ、19歳。
童顔とツインテールが特徴。当初は流星のことをライバル視していたが、生配信中に「Familia」を潰すことを口走る。それが原因となって炎上し、「Family」が閉店する火種となった。
上記の騒動以降、同じく子役出身である流星のことを慕っている。
高崎 舞乙（たかさき まお）
声 - 高橋李依
読者モデルとして活動するフリーター。2000年度生まれ、20歳。
斜め分けの黒髪ロングと艶っぽい顔立ちが特徴。サキュバス的な性格で砕けた言動が目立ち、大の下ネタ好き。
働きぶりはあまり芳しくなく、仕事中によく不平不満を漏らしている。
隼のイチモツの大きさに興味を示してからは夜這いをするなど何度もアプローチを仕掛けていたが、自分に振り向いてくれる様子が見られないため潔く諦め、桜花の応援をする事にシフトしている。
宗谷 萌美（そうや もえみ）
声 - 上田麗奈
メンバー内における最年長者かつ唯一の大学生。1999年度生まれ、21歳。
緩やかなボブカットが特徴。実家は日本料理店「宗谷花壇」で和食の調理を得意とし、萌美曰く1年後には千代田食堂を退職して家業を継ぐ予定。普段は惚けた口調で話すが、メンバー内では最も真面目。
実は和帽子を被ると、冷静な口調の厳しい料理人に変貌する。しかし、ティーナの悪戯でさまざまなキャラクターと化す。
吉野 碧流（よしの へきる）
声 - 花澤香菜
小説家志望のフリーター。2001年度生まれ、19歳。
黒縁眼鏡と茶髪のサイドテールが特徴。
Familia5人の恋愛模様を漫画や小説の様なメタ視点で語る事が多く、それを楽しんでいるが周囲には理解されておらず、舞乙からは「漫画や小説の知識で語っているだけ」と恋愛経験の無さを指摘されている。
男性慣れしていないのか隼や周斗から迫られた時に自身が惚れやすい、所謂「ちょろイン」だと知った時には酷く落ち込んでいる。特に周斗から壁ドンされた挙句「眼鏡を取った方が可愛くね？」と指摘されてからは眼鏡を外しコンタクトレンズを着けている事がある。
ヴァレンティーナ吾妻（ヴァレンティーナ あずま）
声 - 芹澤優
ブラジル出身の自称旅人（実質フリーター）。メンバー内における最年少者。愛称は「ティーナ」。2002年度生まれ、18歳。
日系人のハーフで浅黒い肌と八重歯が特徴。カポエラを嗜んでおり、同じく格闘技経験のある秋水と意気投合、組手を行ったり時には秋水と共にイタズラを決行しては隼やヒロインたちに叱られている。
雁谷崎 零（かりやざき れい）
第86話で初登場。高校3年生。秋水のライバル格闘家。
鋭いツリ目と一本結びが特徴。作中屈指のグラマラスボディを誇る。格闘家らしく武人的で男勝りな性格だが、同時にかなり生真面目な性格て勘違いする事も多い。
インターハイ決勝で秋水に敗れている。
第90話より、桜花の後任でFamiliaの従業員となるが、101話で桜花が復帰したことで退職を決意したところに莉々歌からスカウトされる。
テレビアニメ版では第6話にて、秋水の試合相手として一瞬だけ登場。波動拳の真似事をする秋水を踵落としで倒した。

### 周辺の人物
不破 重久（ふわ しげひさ）
声 - 飛田展男
資産家の老人。作中序盤から登場する悪役。
官僚だった父親の代から政界や警察、果ては芸能界にまで顔が利く。その権力を振りかざして好き放題しており、町の住人からは嫌われている。
粕壁家とは大洋の代から因縁があり、親の権力を盾に「ファミリア」に勤務していた幸子に手を出していたが、大洋から返り討ちにあって以降、粕壁家に孫と共に嫌がらせを続けている。
不破の孫（仮称）
声 - 岡本幸輔
重久の孫で、普段は祖父の権力を利用して3人組でつるんで悪さをしている不良少年。
「桜まつり」にて、出張店を出したFamiliaに勤務していた桜花に手を出そうとするが失敗に終わる。翌日には店を破壊する妨害行為を行い、更には隼にまで暴力を振るうが、これは隼の作戦であり、「正当防衛」と秋水をけしかけて一蹴させる。この際に隼が桜花のことを「狂犬の桜花サン」と紹介したことが原因で、街で桜花を見掛ける度に怯えるなど勘違いし続けていた。
その後は秋水を倒すために空手を習い（曰く「もうすぐ初段」）復讐を企てていたが、桜花がフランスに旅立ったという情報を知ってから「Familia」本店に乗り込んで暴れようとするも、今度は新入りの零の拳による一撃で数メートル吹き飛ばされて逃亡、その上、妹の橘花を桜花と勘違いして怯えていた。さらに、秋水や零、ティーナたちがいない隙に懲りずにFamiliaを襲撃するが、その場にたまたまいた恵里をナンパしようとしたら顔の形が変形し血まみれになるほどボコボコにされてしまう。ヒロインたちから何度返り討ちにあっても懲りずにFamiliaに襲撃しに来ることから、隼から学習能力の無さを指摘されているなど、殴られ要員として登場している。
フルネームは明かされていないが、作中では不良仲間から「エーちゃん」と呼ばれている。
光井 周斗（みつい しゅうと）
不破の孫が秋水に復讐をするために30万円で雇った刺客。
かつては天才空手少年と呼ばれオリンピック優勝候補と呼ばれる程の実力者だったが、身体にタトゥーを入れたことをマスコミから批判されたり、素行不良が原因で業界から事実上追放されていた。
追放後は不破の孫から報酬を得る生活をしながら悪さをしていたが、不破の孫から秋水を倒す様に依頼されるも空手を辞めて日ごろの鍛錬を怠った事が影響して一撃で倒され失神していまう。その後は改心して不破の下から離れ秋水に弟子入り志願をするが、条件としてティーナと零の2人と戦って勝つことで弟子入りを認められるとしたものの、2人にもあっさり負けてしまっていた。なお秋水の事は姐さんと呼び慕っている。
魚屋のおじさん（仮称）
声 - 木村隼人
隼たちの協力者の一人。
作中で隼のイチモツの大きさをいち早く指摘した人物であり、この事が後に白菊、流星、紅葉らの行動にも一定の影響を与えることになる。
テレビアニメ版の字幕では「魚屋」と表記されている。
和菓子屋のおばちゃん（仮称）
声 - 竹内恵美子
隼たちの協力者の一人。秋水から慕われている。
「おばちゃん」と呼ばれているとは思えない程スタイルが良く、腹筋も6パックに割れている。海ではハイレグの際どい水着を披露し、秋水のイタズラの餌食となった。
フルネームは明かされていないが、作中では魚屋から「アッちゃん」と呼ばれている。
テレビアニメ版の字幕では「和菓子屋」と表記されている。
深山（ふかやま）
とあるレコード会社の音楽プロデューサー。紅葉からは「シンさん」と呼ばれている。
紅葉を単独でスカウトしようとしていたが、最終的には断られている。しかし、そのやり取りを見た隼が勘違いで嫉妬してしまう。
その後再登場した時には紅葉のバンドに野外フェスの前座としての出演の交渉を行い、出演は決定するも他のメンバーが家庭の事情により出演出来なくなってしまったため、急遽「Familia」の面々が隼の思い付きでサポートメンバーとなったが、案の定4人の演奏技術が未熟な上に、紅葉とバンド仲間が4人を指導しても人の話を聞かないことから紅葉から呆れられており、話を聞いてスタジオに訪れた莉々歌の提案でアイドルグループ「ファミリア5」としての出演を提案され、深山にダメ元で聞いてみたが「面白そう」という理由であっさり承諾され、更に頭を抱える事態となった。
オリビア
サマルハイム王国の王女。過去に幸子との繋がりがあった事から隼に会いにお忍びで来日。
サラ
オリビアの侍女。ボディーガードとしても従事しており腕っぷしも強い。
藤岡 拓美（ふじおか たくみ）
とある市の市長で恵里の恋人であり、恵里と秋水の幼馴染。恵里とは結婚を前提に交際しようとしていたが、学歴や身分の違いから恵里からは距離を置かれていた。しかし、恵里が拓美を振った話を聞いた秋水は恵里に決闘を申し込み、「負けたら拓美にプロポーズする」ことを条件とし、秋水に負けた事で拓美に告白したところ、実は両想いである事が発覚し、結婚後は義理の祖母である勝代と共に秋水たちと同じ街で暮らすことを約束した。
学生時代に秋水から陰部にアイアンクローを喰らわされた被害者の一人。

## 書誌情報
- 瀬尾公治『女神のカフェテラス』 講談社〈講談社コミックス〉、既刊20巻（2025年7月16日現在）
  1. 2021年5月17日発売[25][26]、ISBN 978-4-06-523407-5
  2. 2021年7月16日発売[27]、ISBN 978-4-06-524008-3
  3. 2021年9月16日発売[28]、ISBN 978-4-06-524832-4
  4. 2021年12月17日発売[29]、ISBN 978-4-06-526289-4
  5. 2022年3月17日発売[30]、ISBN 978-4-06-527290-9
  6. 2022年6月17日発売[31]、ISBN 978-4-06-528182-6
  7. 2022年9月16日発売[32]、ISBN 978-4-06-528662-3
  8. 2022年11月17日発売[33]、ISBN 978-4-06-529633-2
  9. 2023年2月17日発売[34]、ISBN 978-4-06-530576-8
  10. 2023年4月17日発売[35][36][37]、ISBN 978-4-06-531253-7 / ISBN 978-4-06-531254-4（鳳凰寺紅葉推し小冊子『紅葉本』付き特装版）
  11. 2023年7月14日発売[38]、ISBN 978-4-06-532185-0
  12. 2023年10月17日発売[39]、ISBN 978-4-06-532897-2
  13. 2023年12月15日発売[40]、ISBN 978-4-06-533905-3
  14. 2024年2月16日発売[41]、ISBN 978-4-06-534566-5
  15. 2024年5月16日発売[42]、ISBN 978-4-06-535509-1
  16. 2024年7月17日発売[43][44]、ISBN 978-4-06-536166-5 / ISBN 978-4-06-536132-0（サービスカットイラストギャラリー『ムフフ本』付き特装版）
  17. 2024年10月17日発売[45]、ISBN 978-4-06-537127-5
  18. 2025年1月17日発売[46]、ISBN 978-4-06-538073-4
  19. 2025年4月16日発売[47]、ISBN 978-4-06-539094-8
  20. 2025年7月16日発売[48]、ISBN 978-4-06-540004-3

## コラボレーション
2021年2月の連載開始前より、お笑いコンビ『キャッチTHEドリーム』と『らららら』によるYouTubeチャンネル『アンマナメテットchannel）』にて週刊少年マガジン編集部と瀬尾の公認で本作のネームや考察が公開されていた（外部リンク参照）が、同年7月31日をもってキャッチTHEドリームの2人が芸能界を引退したため、2021年7月16日に配信された「オタクが本気ダイエットで30kg痩せた」を最後にコラボ企画が自然消滅する形で終了となった。なお、熱心な瀬尾作品のファンであるららららの人羅こうきも2023年10月をもってお笑い芸人を引退したことによりららららも解散している。
2022年6月15日発売の『週刊少年マガジン』29号にて、カプコンのゲーム『ストリートファイター』とコラボレートを実施。本作の鶴河秋水と『ストリートファイター』のリュウ、ケン、ブランカが描かれたコラボイラストが掲載された。また、アニメ版第4話では秋水が昇龍拳や竜巻旋風脚、第5話ではスーパー頭突き、第6話では波動拳、第9話で様々な必殺技に言及するシーン、第13話では隼と秋水がテレビゲームのストリートファイターIIで遊んでいるシーンなど、それぞれ使用するシーンがある事から第1期、第2期と共にカプコンが協力という形でスタッフロールにクレジットされている。
2023年5月22日から9月30日までホテル「マホロバ・マインズ三浦」にて本作の宿泊プランの販売を開始。また原作の第102話でも隼とファミリアの5人と莉々歌の計7名が「マホロバ・マインズ三浦」に遊びに行くというコラボレーションが行われた。

## テレビアニメ
第1期は2023年4月から6月まで、毎日放送・TBS系列『スーパーアニメイズム』枠ほかにて放送された。第2期は2024年7月から9月まで、毎日放送・TBS系列『スーパーアニメイズムTURBO』枠ほかにて放送された。

### スタッフ
|                              | 第1期                                                | 第2期                                     |
| ---------------------------- | ---------------------------------------------------- | ----------------------------------------- |
| 原作                         | 瀬尾公治                                             | 瀬尾公治                                  |
| 監督                         | 桑原智                                               | 桑原智                                    |
| シリーズ構成                 | 大知慶一郎                                           | 大知慶一郎                                |
| キャラクターデザイン         | 野口征恒                                             | 野口征恒                                  |
| プロップデザイン             | 山田菜都美、後藤伸正、新名昭彦                       | 山田菜都美、後藤伸正、新名昭彦            |
| プロップデザイン             | 今井直人、 永尾真琴、小出知沙、 吉田琴音、風童じゅん | 川石哲哉、朝國祥史                        |
| 衣装デザイン                 | 笛木優奈                                             | 笛木優奈                                  |
| 衣装デザイン                 | 朝國祥史                                             | N/A                                       |
| 美術監督                     | 斉藤雅己                                             | 斉藤雅己                                  |
| 色彩設計                     | 油谷ゆみ                                             | 油谷ゆみ                                  |
| 撮影監督                     | 設楽希                                               | 奥谷太希                                  |
| 編集                         | 内田渉                                               | 内田渉                                    |
| 音響監督                     | 本山哲                                               | 本山哲                                    |
| 音響制作                     | HALF H・P STUDIO                                     | HALF H・P STUDIO                          |
| 音楽                         | 兼松衆、櫻井美希                                     | 兼松衆、櫻井美希                          |
| 音楽                         | N/A                                                  | 佐久間奏、田中津久美、 澤田佳歩、土田美咲 |
| 音楽プロデューサー           | 水田大介                                             | 水田大介                                  |
| 音楽制作                     | 日音                                                 | 日音                                      |
| プロデューサー               | 青井宏之、山崎博昭、秋田規行、宇田川純男             | 青井宏之、山崎博昭、秋田規行、宇田川純男  |
| プロデューサー               | 加藤正純                                             | 金洪吉、若林寛和                          |
| アニメーションプロデューサー | 大澤宏志                                             | 大澤宏志                                  |
| アニメーション制作           | 手塚プロダクション                                   | 手塚プロダクション                        |
| 製作                         | 「女神のカフェテラス」製作委員会、MBS                | 「女神のカフェテラス」製作委員会、MBS     |

### 主題歌
「運命共同体！」
音莉飴による第1期のオープニングテーマ。作詞は音莉飴、作曲は音莉飴とメブキユウ、編曲はMARUMOCHI。
「ドラマチック」
佐藤ミキによる第1期のエンディングテーマ。作詞は上坂梨紗、作曲・編曲は塩野海。
「My Standard」
鳳凰寺紅葉（瀬戸麻沙美）による第1期の劇中歌。作詞はこだまさおり、作曲・編曲は馬瀬みさき。
「チャージ！」
小玉ひかりによる第2期のオープニングテーマ。作詞・作曲は小玉ひかり、編曲はNaoki Itai。
「なっちゃった！」
アーリオ・オーリオ・エ・ペペロンチーノによる第2期のエンディングテーマ。作詞・作曲・編曲はキノシタ。

### 各話リスト
| 話数   | サブタイトル                | 脚本       | 絵コンテ        | 演出       | 作画監督 | 総作画監督                                                                                                 | 初放送日      |       |       |       |       |       |       |       |       |       |       |       |       |       |       |       |       |       |
| 第1期  | 第1期                       | 第1期      | 第1期           | 第1期      | 第1期 | 第1期 | 第1期         | 第1期 | 第1期 | 第1期 | 第1期 | 第1期 | 第1期 | 第1期 | 第1期 | 第1期 | 第1期 | 第1期 | 第1期 | 第1期 | 第1期 | 第1期 | 第1期 | 第1期 |
| ------ | --------------------------- | ---------- | --------------- | ---------- | --- | --- | ------------- | ----- | ----- | ----- | ----- | ----- | ----- | ----- | ----- | ----- | ----- | ----- | ----- | ----- | ----- | ----- | ----- | ----- |
| 第1話  | ファミリア                  | 大知慶一郎 | 桑原智          | 武藤公春   | Lee jae-han Kim eun-sun Kim yu-seon Yoon jeong-hye Song hyeon-ju Choi eun-yeong Park eun-ah Kim seo-jin Park song-hwa Baek yeon-ju Kim jong-beom                                                                   | 氏家章雄 岩崎令奈 時乃キノ 北島勇樹 たかはしなぎさ 川村裕哉 Son ghyeon-ju                                  | 2023年 4月8日 |       |       |       |       |       |       |       |       |       |       |       |       |       |       |       |       |       |
| 第2話  | おばあちゃんとの約束        | 大知慶一郎 | 桑原智          | 尾上皓紀   | Kim bong-duk Kim hyun-kyung Kim hee-jung An yung-yu Yu jihye Jung jin-yung ビート 新名昭彦 Re岳 | 氏家章雄 岩崎令奈 時乃キノ 北島勇樹                                                                        | 4月15日       |       |       |       |       |       |       |       |       |       |       |       |       |       |       |       |       |       |
| 第3話  | 開店！                      | 森田眞由美 | セトウケンジ    | 神崎ユウジ | Hwang yeong-sik Choi jong-gih 時乃キノ ウクレレ善似郎 ビート | 氏家章雄 岩崎令奈 北島勇樹 山下悟 Re岳                                                                     | 4月22日       |       |       |       |       |       |       |       |       |       |       |       |       |       |       |       |       |       |
| 第4話  | 桜まつり！                  | 大知慶一郎 | 桑原智          | 川西泰二   | Park eun-ah Baek yeon-ju Kim jong-beom Yun jeong-hye Kim yu-seon Kim eun-seon Lee jae-han | 氏家章雄 岩崎令奈 時乃キノ 北島勇樹 ウクレレ善似郎 Re岳                                                    | 4月29日       |       |       |       |       |       |       |       |       |       |       |       |       |       |       |       |       |       |
| 第5話  | 定休日                      | 大知慶一郎 | 上間由梨 桑原智 | 上間由梨   | Song hyun-ju Kim yoo-sun Jeong eun-hee Yoon jeung-hae 孫建清 李傑 趙越 楊克儉 張吉 Lee Min-bae 日影工房 | 氏家章雄 岩崎令奈 時乃キノ 北島勇樹 ビート Re岳 奥嶋大介 寿夢龍                                            | 5月6日        |       |       |       |       |       |       |       |       |       |       |       |       |       |       |       |       |       |
| 第6話  | 2か月！                     | 森田眞由美 | 桑原智          | 平向智子   | Shin sung-min Kim hyeon-kyung Ko yu-il An young-yu Jeon jong-min | 氏家章雄 岩崎令奈 時乃キノ 山下悟 本田敬一 米本奈苗 Re岳                                                   | 5月13日       |       |       |       |       |       |       |       |       |       |       |       |       |       |       |       |       |       |
| 第7話  | アタシの1年                 | 大知慶一郎 | 桑原智          | 松島未恵   | Song hyun-ju Yoon jeong-hye Jeong eun-hee Jo hye-jung Song hyun-ju Mubon hyeong-jun Lee seung-hui EverGreen 無錫弘興動画制作有限公司                                                                               | 氏家章雄 岩崎令奈 山下悟 寿夢龍 北島勇樹 奥嶋大介 ビート Re岳 笛木優奈                                     | 5月20日       |       |       |       |       |       |       |       |       |       |       |       |       |       |       |       |       |       |
| 第8話  | 海の家！                    | 森田眞由美 | 桑原智          | 前田基匡   | Kim bon-bork Kim hyun-kyung Go yu-il Sin sung-min Jun jong-min Jung jin-yung | 氏家章雄 岩崎令奈 山下悟 奥嶋大介 ビート Re岳 笛木優奈 時乃キノ                                            | 5月27日       |       |       |       |       |       |       |       |       |       |       |       |       |       |       |       |       |       |
| 第9話  | 流星と、その過去            | 森田眞由美 | 桑原智          | 松村幸治   | 宮井加奈 高野晃久 崎本さゆり 宮嶋仁志 | 潮月一也                                                                                                   | 6月3日        |       |       |       |       |       |       |       |       |       |       |       |       |       |       |       |       |       |
| 第10話 | 桜花と橘花                  | 大知慶一郎 | 桑原智          | 松島未恵   | Hwang young-sik Choi jong-gih Kim hyeong-gyeong Ha yeon-jeong Song hyun-ju Song seung-taek 魏麗娟 野崎ゆり 寿夢龍                                                                                                  | 氏家章雄 岩崎令奈 時乃キノ 米本奈苗 Re岳 山下悟 ビート 笛木優奈                                            | 6月10日       |       |       |       |       |       |       |       |       |       |       |       |       |       |       |       |       |       |
| 第11話 | 恋の火花                    | 大知慶一郎 | 桑原智          | 上間由梨   | Kim bong-duk Kim hyun-kyung Go yu-il Ha yun-jung Yeon ji-hye 寿夢龍 佐藤好 | 氏家章雄 岩崎令奈 奥嶋大介 時乃キノ 山下悟 ビート 笛木優奈 りゅっち                                        | 6月17日       |       |       |       |       |       |       |       |       |       |       |       |       |       |       |       |       |       |
| 第12話 | 二つの出会い                | 大知慶一郎 | 桑原智          | 川西泰二   | Hwang young-sik Choi jong-gih Song hyun-ju | 野口征恒 氏家章雄 岩崎令奈 奥嶋大介 時乃キノ 山下悟 ビート Re岳 笛木優奈 りゅっち 寿夢龍 佐藤好            | 6月24日       |       |       |       |       |       |       |       |       |       |       |       |       |       |       |       |       |       |
| 第2期  |                             |            |                 |            | | |               |       |       |       |       |       |       |       |       |       |       |       |       |       |       |       |       |       |
| 第13話 | ファミリアに黒い影          | 大知慶一郎 | 桑原智          | 武藤公春   | 趙欢花 丸山修二 ふたふさ 大橋圭 高橋信也 道見茅野 川村裕哉 Han Eun-mi Song Hyeon-ju | 氏家章雄 岩崎令奈 奥嶋大介 Song Hyeon-ju 佐藤好 Park Ki-deok 中西浩司 山下悟 上野ちひろ 百々真広           | 2024年 7月5日 |       |       |       |       |       |       |       |       |       |       |       |       |       |       |       |       |       |
| 第14話 | 青天の霹靂                  | 大知慶一郎 | 桑原智          | 山下悟     | 山下悟 前田園香 道見茅野 百々真広 中西浩司 白井紅葉 Kim Bong-duk Ko Yu-il 日影工房 | 野口征恒 氏家章雄 岩崎令奈 奥嶋大介 山下悟 佐藤好 上野ちひろ 大橋圭                                        | 7月12日       |       |       |       |       |       |       |       |       |       |       |       |       |       |       |       |       |       |
| 第15話 | 反撃の一手                  | 森田眞由美 | 桑原智          | 松島未恵   | 中西浩司 山縣あき ふたふさ 道見茅野 Park Mi-young Park Mi-yeon Jeon Jun-seong Song Hyeon-ju Choi Eun-yeong Mubon Hyung-jun Bae Jae-un Shin Seung-sook Choi Hye-jeong                                               | 野口征恒 氏家章雄 岩崎令奈 奥嶋大介 百々真広 重松遥                                                        | 7月19日       |       |       |       |       |       |       |       |       |       |       |       |       |       |       |       |       |       |
| 第16話 | 男女11人共同生活            | 大知慶一郎 | 山岡実          | 山岡実     | 中西浩司 趙欢花 ふたふさ 百々真広 高橋信也 Go Yu-il Cho Mi-jeong | 氏家章雄 岩崎令奈 八鍬友美 上野ちひろ 重松遥 佐藤好 大橋圭 和田薫 新名昭彦 Park Ki-duk                     | 7月26日       |       |       |       |       |       |       |       |       |       |       |       |       |       |       |       |       |       |
| 第17話 | 温泉旅行 ファミリア御一行様 | 森田眞由美 | 桑原智          | 川西泰二   | 百々真広 高橋信也 道見茅野 趙欢花 Yoon Seung-hyun Jang Sang-mi Kim Seong-beom | 氏家章雄 岩崎令奈 八鍬友美 上野ちひろ 重松遥 佐藤好 和田薫 新名昭彦 Lim Ji-hyun                            | 8月2日        |       |       |       |       |       |       |       |       |       |       |       |       |       |       |       |       |       |
| 第18話 | 怖い夢の終わり              | 森田眞由美 | 桑原智          | 山下悟     | 山下悟 浅間英裕 古福大吾 道見茅野 新名昭彦 Hwang Mi-jeong Cho Mi-jeong | 氏家章雄 岩崎令奈 八鍬友美 重松遥 百々真広 和田薫 高橋信也                                                 | 8月9日        |       |       |       |       |       |       |       |       |       |       |       |       |       |       |       |       |       |
| 第19話 | 眠らせない夜                | 森田眞由美 | 桑原智          | 神原敏昭   | 百々真広 山縣あき 中西浩司 趙欢花 Yoon Seung-hyun Jang Sang-mi Kim Seong-beom | 野口征恒 氏家章雄 岩崎令奈 百々真広 浅間英裕 八鍬友美 重松遥 上野ちひろ 和田薫 佐藤好                      | 8月16日       |       |       |       |       |       |       |       |       |       |       |       |       |       |       |       |       |       |
| 第20話 | 冗談なんかじゃない          | 大知慶一郎 | 桑原智          | 松島未恵   | 百々真広 高橋信也 八鍬友美 中西浩司 山縣あき 山下悟 ふたふさ 古福大吾 道見茅野 日影工房 ワン・オーダー Goo Gyeung-ok Kim Jung-rim Park Soo-in Lee Gyeoung-soon Hong Mi-gyeoung                                     | 野口征恒 氏家章雄 岩崎令奈 奥嶋大介 重松遥 浅間英裕 和田薫                                                 | 8月23日       |       |       |       |       |       |       |       |       |       |       |       |       |       |       |       |       |       |
| 第21話 | 母と娘                      | 森田眞由美 | 上間由梨        | 上間由梨   | 中西浩司 山下悟 高橋信也 Bae Jae-un Song Hyeon-ju Shin Seung-sook Lee Seung-hee ワン・オーダー 日影工房 北京写楽美術芸術品有限公司 Kim Yeong-seop Jeon Joon-seong                                                  | 野口征恒 氏家章雄 岩崎令奈 八鍬友美 浅間英裕 重松遥 和田薫 米本奈苗 Lim Ji-hyun                            | 8月30日       |       |       |       |       |       |       |       |       |       |       |       |       |       |       |       |       |       |
| 第22話 | クリスマスパーティー！      | 大知慶一郎 | 山岡実          | 山岡実     | 中西浩司 大橋圭 百々真広 趙欢花 高橋信也 新名昭彦 山下悟 道見茅野 小西有沙 Kim Yeong-seop Jeon Joon-seong Jo Mi-jung Seo Sun-young 周晨 周婧                                                                       | 氏家章雄 岩崎令奈 八鍬友美 重松遥 上野ちひろ 浅間英裕 和田薫                                               | 9月6日        |       |       |       |       |       |       |       |       |       |       |       |       |       |       |       |       |       |
| 第23話 | キスとスキと考えごと        | 大知慶一郎 | 桑原智          | 山下悟     | 古福大吾 茅原渡 中西浩司 新名昭彦 小西有沙 ウクレレ善似郎 長谷川早紀 山縣クリカ 章雄 陳越 姜裙軍 Yoon Seung-hyun Jang Sang-mi Kim Seong-beom                                                                       | 野口征恒 氏家章雄 岩崎令奈 八鍬友美 重松遥 百々真広 和田薫 上野ちひろ 高橋信也 米本奈苗 浅間英裕 大橋圭    | 9月13日       |       |       |       |       |       |       |       |       |       |       |       |       |       |       |       |       |       |
| 第24話 | 最後のピラフ                | 大知慶一郎 | 桑原智          | 川西泰二   | 茅原渡 趙欢花 中西浩司 古福大吾 新名昭彦 山下悟 小西有沙 渋谷一彦 丸山修二 ウクレレ善似郎 米本奈苗 長谷川早紀 山縣クリカ 道見茅野 Kim Yeong-seop Park Sang-ho Jeon Joon-seong Park Mi-yeon 李慶 劉軍 米川 Yonekawa | 野口征恒 氏家章雄 岩崎令奈 八鍬友美 重松遥 Lim Ji-hyun 百々真広 浅間英裕 和田薫 高橋信也 上野ちひろ 大橋圭 | 9月20日       |       |       |       |       |       |       |       |       |       |       |       |       |       |       |       |       |       |

### 放送局
| 放送期間                | 放送時間                     | 放送局                                 | 対象地域 | 備考                                                   |
| ----------------------- | ---------------------------- | -------------------------------------- | -------- | ------------------------------------------------------ |
| 2023年4月8日 - 6月24日  | 土曜 1:25 - 1:55（金曜深夜） | 毎日放送（製作参加） ほかTBS系列全28局 | 日本国内 | 字幕放送 / 連動データ放送 / 『スーパーアニメイズム』枠 |
| 2023年4月10日 - 6月26日 | 月曜 23:30 - 火曜 0:00       | BS日テレ                               | 日本全域 | BS/BS4K放送 / 『アニメにむちゅ〜』枠                   |
| 2023年4月12日 - 6月28日 | 水曜 21:30 - 22:00           | AT-X                                   | 日本全域 | CS放送 / 字幕放送 / リピート放送あり                   |

| 配信開始日    | 配信時間                   | 配信サイト |
| ------------- | -------------------------- | --- |
| 2023年4月8日  | 土曜 2:55（金曜深夜） 更新 | DMM TV ABEMA |
| 2023年4月11日 | 火曜 2:55（月曜深夜） 更新 | dアニメストア |
| 2023年4月13日 | 木曜 2:55（水曜深夜） 更新 | Amazon Prime Video U-NEXT アニメ放題 FOD バンダイチャンネル Hulu TELASA J:COMオンデマンド メガパック milplus auスマートパスプレミアム AnimeFesta Lemino/ dTV ニコニコ動画 TVer MBS動画イズム ふらっと動画 |

| 放送期間                   | 放送時間                     | 放送局                                 | 対象地域 | 備考                                             |
| -------------------------- | ---------------------------- | -------------------------------------- | -------- | ------------------------------------------------ |
| 2024年7月5日 - 9月20日     | 金曜 0:26 - 0:56（木曜深夜） | 毎日放送（製作参加） ほかTBS系列全28局 | 日本国内 | 連動データ放送 / 『スーパーアニメイズムTURBO』枠 |
|                            | 金曜 22:30 - 23:00           | BS日テレ                               | 日本全域 | BS/BS4K放送 / 『アニメにむちゅ〜』枠             |
| 2024年7月8日 - 9月23日     | 月曜 21:00 - 21:30           | AT-X                                   | 日本全域 | CS放送 / リピート放送あり                        |
| 全放送局で字幕放送を実施。 |                              |                                        |          |                                                  |

| 配信開始日    | 配信時間                   | 配信サイト |
| ------------- | -------------------------- | --- |
| 2024年7月5日  | 金曜 1:26（木曜深夜） 更新 | DMM TV ABEMA |
| 2024年7月8日  | 月曜 1:26（月曜深夜） 更新 | dアニメストア |
| 2024年7月10日 | 水曜 1:26（火曜深夜） 更新 | Amazon Prime Video U-NEXT アニメ放題 FOD Hulu AnimeFesta Lemino ニコニコ動画 [ 注 35 ] TVer MBS動画イズム Rakuten TV |
|               | 水曜 1:30（火曜深夜） 更新 | バンダイチャンネル                                                                                                   |
| 2024年7月11日 | 木曜 0:00（水曜深夜） 更新 | TELASA J:COM STREAM milplus auスマートパスプレミアム                                                                 |
|               | 木曜 12:00 更新            | ふらっと動画 |

### BD
| 巻 | 発売日         | 収録話          | 規格品番   |
| -- | -------------- | --------------- | ---------- |
| 1  | 2023年7月26日  | 第1話 - 第3話   | MJHX-02038 |
| 2  | 2023年8月23日  | 第4話 - 第5話   | MJHX-02039 |
| 3  | 2023年9月27日  | 第6話 - 第7話   | MJHX-02040 |
| 4  | 2023年10月25日 | 第8話 - 第9話   | MJHX-02041 |
| 5  | 2023年11月22日 | 第10話 - 第12話 | MJHX-02042 |

| 巻 | 発売日         | 収録話          | 規格品番   |
| -- | -------------- | --------------- | ---------- |
| 1  | 2024年10月23日 | 第13話 - 第15話 | MJHX-02055 |
| 2  | 2024年11月27日 | 第16話 - 第18話 | MJHX-02056 |
| 3  | 2024年12月25日 | 第19話 - 第20話 | MJHX-02057 |
| 4  | 2025年1月22日  | 第21話 - 第22話 | MJHX-02058 |
| 5  | 2025年2月26日  | 第23話 - 第24話 | MJHX-02059 |

### Webラジオ
『TVアニメ『女神のカフェテラス』 ラジオ「Familia」へようこそ！』のタイトルで、音泉とMBSのYouTubeチャンネルにて第1期は2023年4月7日から毎週金曜日に、第2期は2024年7月4日から毎週木曜日に配信。。パーソナリティは和氣あず未、山根綺、鈴代紗弓、瀬戸麻沙美、青木瑠璃子が、第2期の第4回からは「Familia」に対抗する「Family」(後の千代田食堂)のメンバーも加わり交代で担当する。
| タイトル | 第1期                                                        | 第1期                                                        | 第2期                                                                                   | 第2期 |
| タイトル | TVアニメ『女神のカフェテラス』 ラジオ「Familia」へようこそ！ | TVアニメ『女神のカフェテラス』 ラジオ「Familia」へようこそ！ | TVアニメ『女神のカフェテラス』 ラジオ「Familia」へようこそ！ ～おかわりはいかがですか～ | TVアニメ『女神のカフェテラス』 ラジオ「Familia」へようこそ！ ～おかわりはいかがですか～                                |
| 回       | 配信日                                                       | パーソナリティ （担当役）                                    | 配信日                                                                                  | パーソナリティ （担当役）                                                                                              |
| -------- | ------------------------------------------------------------ | ------------------------------------------------------------ | --------------------------------------------------------------------------------------- | --- |
| 第1回    | 2023年4月7日                                                 | 和氣あず未（小野 白菊）、青木瑠璃子（幕澤 桜花）             | 2024年7月4日                                                                            | 山根綺（月島 流星）、青木瑠璃子（幕澤 桜花）                                                                           |
| 第2回    | 2023年4月14日                                                | 山根綺（月島 流星）、鈴代紗弓（鶴河 秋水）                   | 2024年7月11日                                                                           | 和氣あず未（小野 白菊）、青木瑠璃子（幕澤 桜花）                                                                       |
| 第3回    | 2023年4月21日                                                | 山根綺（月島 流星）、瀬戸麻沙美（鳳凰寺 紅葉）               | 2024年7月18日                                                                           | 瀬戸麻沙美（鳳凰寺 紅葉）、青木瑠璃子（幕澤 桜花）                                                                     |
| 第4回    | 2023年4月28日                                                | 和氣あず未（小野 白菊）、瀬戸麻沙美（鳳凰寺 紅葉）           | 2024年7月25日                                                                           | 竹達彩奈（千代田莉々歌）、芹澤優（ヴァレンティーナ吾妻） ゲスト：アーリオ・オーリオ・エ・ペペロンチーノ                |
| 第5回    | 2023年5月5日                                                 | 山根綺（月島 流星）、鈴代紗弓（鶴河 秋水）                   | 2024年8月1日                                                                            | 山根綺（月島 流星）、鈴代紗弓（鶴河 秋水）                                                                             |
| 第6回    | 2023年5月12日                                                | 鈴代紗弓（鶴河 秋水）、青木瑠璃子（幕澤 桜花）               | 2024年8月8日                                                                            | 和氣あず未（小野 白菊）、青木瑠璃子（幕澤 桜花）                                                                       |
| 第7回    | 2023年5月19日                                                | 山根綺（月島 流星）、青木瑠璃子（幕澤 桜花）                 | 2024年8月15日                                                                           | 鈴代紗弓（鶴河 秋水）、山根綺（月島 流星）、花澤香菜（吉野 碧流 ）                                                     |
| 第8回    | 2023年5月26日                                                | 鈴代紗弓（鶴河 秋水）、瀬戸麻沙美（鳳凰寺 紅葉）             | 2024年8月22日                                                                           | 和氣あず未（小野 白菊）、青木瑠璃子（幕澤 桜花）、上田麗奈（宗谷 萌美）                                                |
| 第9回    | 2023年6月2日                                                 | 和氣あず未（小野 白菊）、鈴代紗弓（鶴河 秋水）               | 2024年8月29日                                                                           | 竹達彩奈（千代田莉々歌）、高橋李依（高崎 舞乙） （タイトル：ラジオ「千代田食堂へようこそ！〜おかわりはいかがですか〜） |
| 第10回   | 2023年6月9日                                                 | 瀬戸麻沙美（鳳凰寺 紅葉）、青木瑠璃子（幕澤 桜花）           | 2024年9月5日                                                                            | 山根綺（月島 流星）、瀬戸麻沙美（鳳凰寺 紅葉）                                                                         |
| 第11回   | 2023年6月17日                                                | 和氣あず未（小野 白菊）、山根綺（月島 流星）                 | 2024年9月12日                                                                           | 和氣あず未（小野 白菊）、瀬戸麻沙美（鳳凰寺 紅葉）                                                                     |
| 第12回   | 2023年6月23日                                                | 鈴代紗弓（鶴河 秋水）、青木瑠璃子（幕澤 桜花）               | 2024年9月19日                                                                           | 瀬戸麻沙美（鳳凰寺 紅葉）、鈴代紗弓（鶴河 秋水）                                                                       |
| 第13回   | 2023年7月4日                                                 | 山根綺（月島 流星）、瀬戸麻沙美（鳳凰寺 紅葉）               | 2024年9月26日                                                                           | 鈴代紗弓（鶴河 秋水）、和氣あず未（小野 白菊）、水中雅章（粕壁 隼）                                                    |
| 第14回   | 2023年7月28日                                                | 和氣あず未（小野 白菊）、瀬戸麻沙美（鳳凰寺 紅葉）           |                                                                                         | |
| 第15回   | 2023年8月25日                                                | 鈴代紗弓（鶴河 秋水）、青木瑠璃子（幕澤 桜花）               |                                                                                         | |
| 第16回   | 2023年9月29日                                                | 和氣あず未（小野 白菊）、山根綺（月島 流星）                 |                                                                                         | |
| 第17回   | 2023年10月27日                                               | 瀬戸麻沙美（鳳凰寺 紅葉）、青木瑠璃子（幕澤 桜花）           |                                                                                         | |
| 第18回   | 2024年1月5日                                                 | 山根綺（月島 流星）、鈴代紗弓（鶴河 秋水）                   |                                                                                         | |
| 第19回   | 2024年1月7日                                                 | 和氣あず未（小野 白菊）、瀬戸麻沙美（鳳凰寺 紅葉）           |                                                                                         | |
| 第20回   | 2024年1月26日                                                | 山根綺（月島 流星）、青木瑠璃子（幕澤 桜花）                 |                                                                                         | |
| 第21回   | 2024年2月23日                                                | 和氣あず未（小野 白菊）、鈴代紗弓（鶴河 秋水）               |                                                                                         | |

### ボイスドラマ
原作者である瀬尾の描き下ろしボイスドラマがMBSのYouTubeチャンネルにて配信。
| 話数   | サブタイトル        | 配信日         |
| ------ | ------------------- | -------------- |
| 第1話  | 幕澤桜花 喫茶店編   | 2023年 4月22日 |
| 第2話  | 小野白菊 日常編     | 4月29日        |
| 第3話  | 鳳凰寺紅葉 喫茶店編 | 5月6日         |
| 第4話  | 月島流星 日常編     | 5月13日        |
| 第5話  | 鶴河秋水 喫茶店編   | 5月20日        |
| 第6話  | 幕澤桜花 日常編     | 5月27日        |
| 第7話  | 月島流星 喫茶店編   | 6月3日         |
| 第8話  | 鳳凰寺紅葉 日常編   | 6月10日        |
| 第9話  | 小野白菊 喫茶店編   | 6月17日        |
| 第10話 | 鶴河秋水 日常編     | 6月24日        |

| 毎日放送制作・TBS系列 スーパーアニメイズム      | 毎日放送制作・TBS系列 スーパーアニメイズム | 毎日放送制作・TBS系列 スーパーアニメイズム |
| 前番組                                          | 番組名                                     | 次番組                                     |
| ----------------------------------------------- | ------------------------------------------ | ------------------------------------------ |
| アルスの巨獣                                    | 女神のカフェテラス（第1期）                | 彼女、お借りします（第3期）                |
| 毎日放送制作・TBS系列 スーパーアニメイズムTURBO |                                            |                                            |
| WIND BREAKER Season 1                           | 女神のカフェテラス（第2期）                | ダンダダン（第1期）                        |

## 関連媒体
- 2025年5月15日に藤商事より本作のパチンコ化が発表された。[68]